# Stanleyite
La stanleyite è un minerale.